# Schloss Tanlay

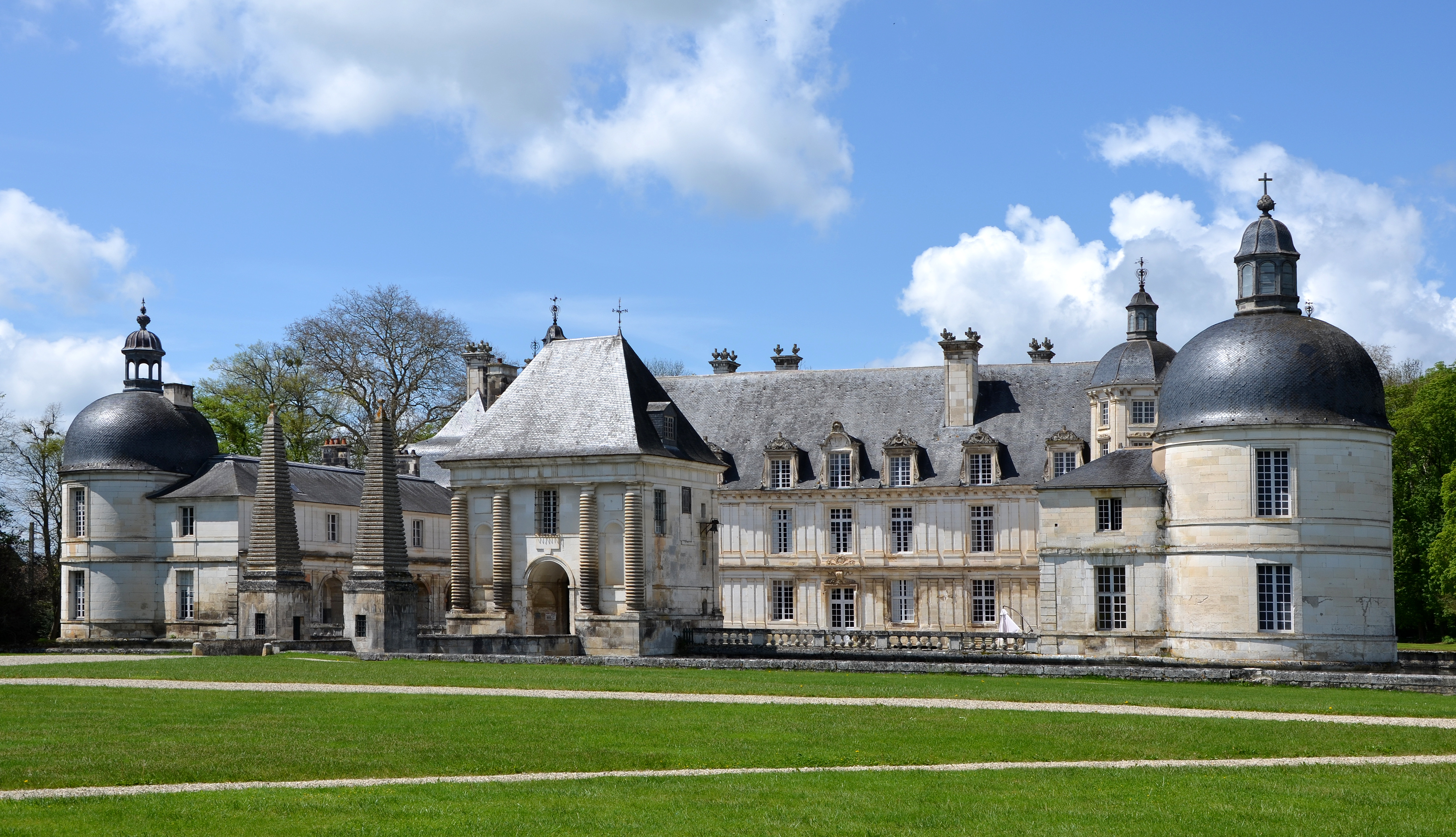
Ostansicht des Logis

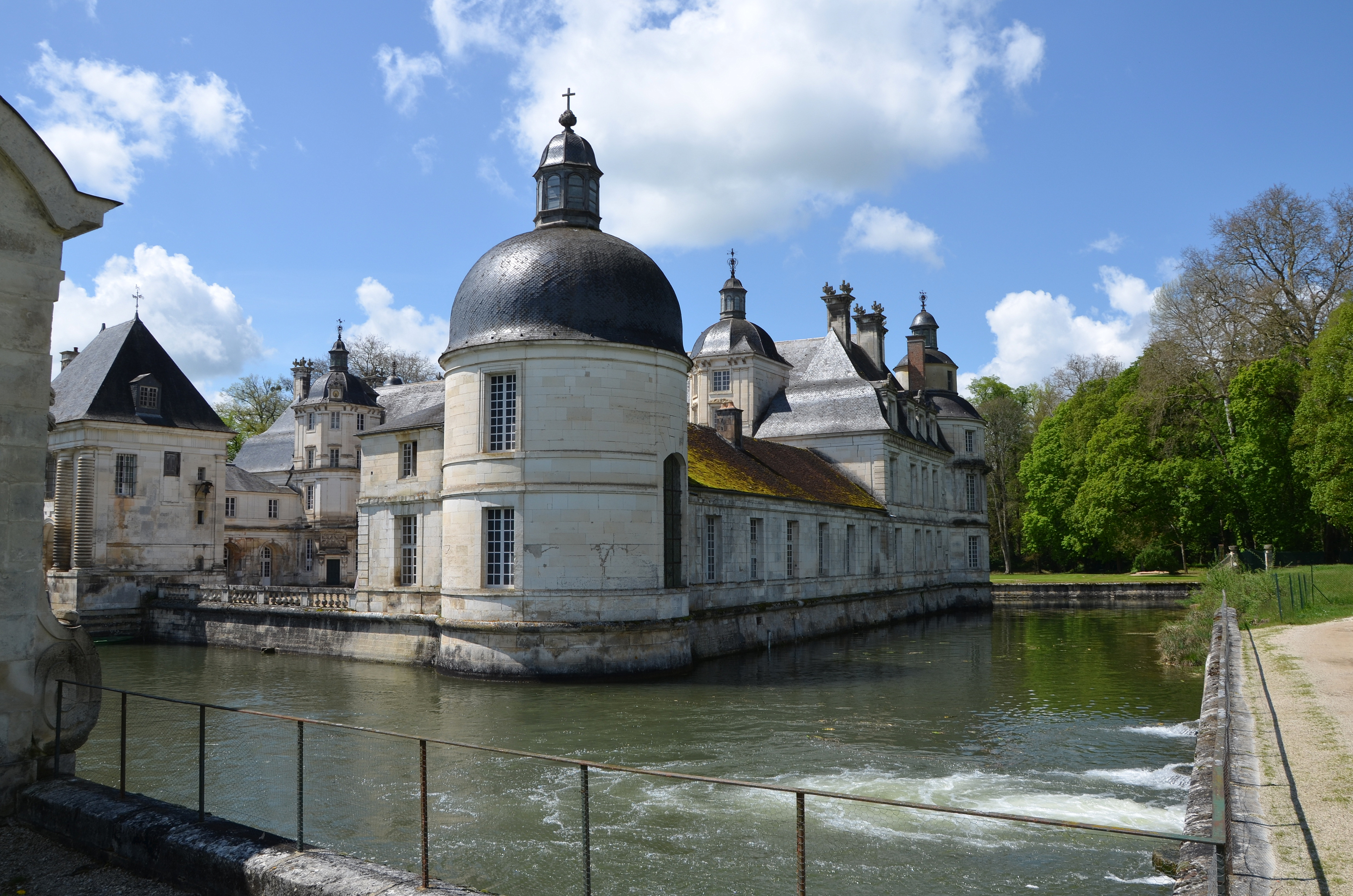
Nordost-Ansicht des Logis

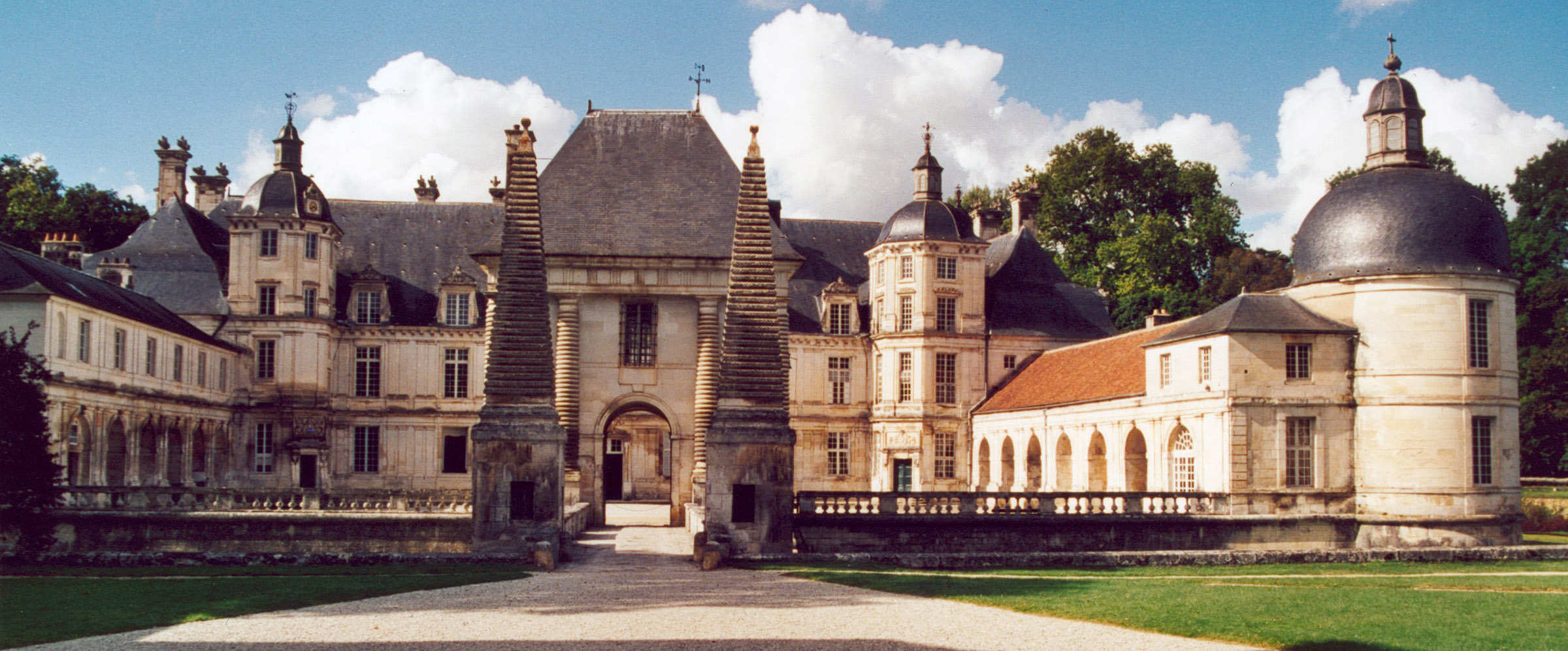
Südost-Ansicht der Hauptschlossinsel

Das Schloss Tanlay (französisch Château de Tanlay) ist ein Wasserschloss in der französischen Gemeinde Tanlay im burgundischen Département Yonne.
Ursprünglich hatte die Familie Courtenay im 13. Jahrhundert eine Wasserburg errichtet, die über die Familien Champigny und Courcelles im 16. Jahrhundert an François de Coligny kam. Er ließ die mittelalterliche Burg abtragen und begann auf ihren Fundamenten mit einem Neubau in den Formen der späten französischen Renaissance. Im Gegensatz zu dem rund zehn Kilometer entfernten Schloss Ancy-le-Franc wurde beim Bau der Anlage in Tanlay trotz klassizistischer Anlehnungen noch ein wenig der Aspekt von Wehrhaftigkeit bewahrt. Unter der Familie Coligny war das Schloss in den Hugenottenkriegen ein wichtiger Stützpunkt der französischen Protestanten. Im 17. Jahrhundert durch Michel Particelli im Stil des Louis-treize vollendet, überstand Tanlay die Französische Revolution im Gegensatz zu vielen anderen Adelssitzen fast unversehrt.
Die Schlossanlage liegt im Tal des Armançons an dessen rechtem Ufer, nicht weit entfernt vom Canal de Bourgogne. Ihr dreiflügeliges Hauptgebäude steht auf einer von Wassergräben umgebenen trapezförmigen Insel, der östlich die Wirtschaftsgebäude und der Torbau vorgelagert sind. Die Gebäude stehen gemeinsam mit dem sie umgebenden Park seit dem 20. Dezember 1994 als Monument historique unter Denkmalschutz, nachdem frühere Unterschutzstellungen annulliert worden waren. Teile der Außenanlagen und acht Räume im Corps de Logis können entgeltlich besichtigt werden. Während der Schlosspark von Besuchern frei erkundet werden kann, ist der Zutritt zu den Innenräumen nur im Rahmen einer Führung möglich. 2015 zählte das Schloss 13.200 zahlende Besucher. Im Sommer finden in den Wirtschaftsgebäuden Ausstellungen zeitgenössischer Kunst statt.

## Geschichte

### Bewohner und Besitzer

#### Mittelalter
Im 12. Jahrhundert besaß die Familie de Noyers das Schloss. Um 1197 kam es durch die Heirat Adelines de Noyers mit Guillaume I. de Courtenay, einem Enkel des französischen Königs Ludwig VI., als Hochzeitsgeschenk an dessen Geschlecht. Über mehrere Generationen wurde der Besitz immer an den ältesten Sohn vererbt, bis Robert III. de Courtenay zwischen 1342 und 1345 kinderlos verstarb. Da sein jüngerer Bruder Jean schon vor ihm und auch ohne Nachkommen verstorben war, folgte Roberts jüngster Bruder Philippe als Besitzer von Tanlay nach. Ihn beerbte 1385 seine Enkelin Jeanne I. Mit ihr endete die Ära der Familie de Courtenay als Besitzer von Tanlay, denn auch sie starb kinderlos, und so wurde Pierre de Chamigny, Cousin Jeannes I., neuer Grundherr von Tanlay. 1485 wechselte der Besitz nach dem kinderlosen Tod Aymé de Chamignys an dessen Schwester Philiberte. Sie brachte Tanlay an ihren Mann Philippe de Courcelles, mit dem sie seit etwa 1450 verheiratet war.

#### 16. Jahrhundert

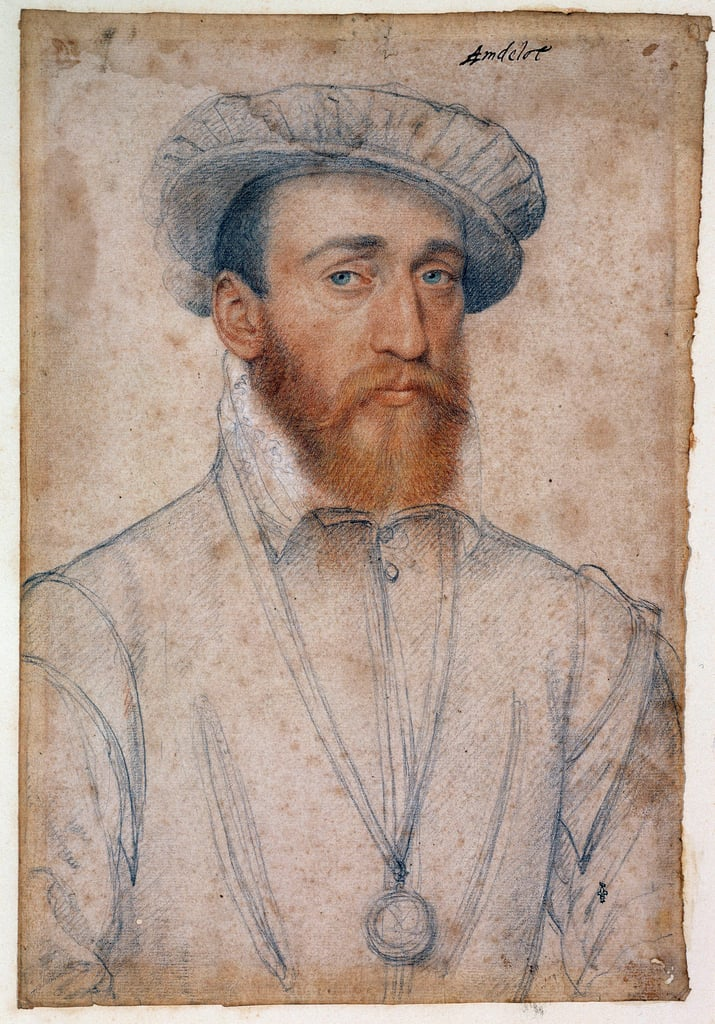
François de Coligny begann um 1555 mit dem Neubau; Porträtzeichnung von etwa 1555

Eine Generation später starb die Familie de Courcelles de Tanlay mit Philippes Kindern Edme und Catherine, die beide keine Nachkommen hatten, aus. In seinem Testament vom 13. Februar 1533 bedachte Edme verschiedene Verwandte mit seinem Besitz: Ein Drittel Tanlays ging an Claude des Essarts, den Großvater der Mätresse Heinrichs IV., der mit Claude de Chamigny verheiratet war. Das zweite Drittel erhielten die noch unmündigen Kinder der Louise de Montmorency, Witwe Gaspard I. de Colignys, eines Enkels von Edmes Onkel Pierre de Courcelles. Das letzte Drittel hinterließ Edme Catherine de Beaujeu-Montcoquier, der jüngeren Schwester seiner Mutter Philiberte. Diese ließ Tanlay im Handstreich besetzen, um die Herrschaft für ihren Sohn zu sichern. Es folgte ein Erbschaftsstreit, der erst im Jahr 1535 ein Ende fand, als Louise de Montmorency am 3. April Burg und Herrschaft für 7500 Livres tournois von den Miterben kaufte und so den Besitz wieder in einer Hand vereinte. Sie überließ die heruntergekommene Anlage 1547 ihrem jüngsten Sohn François de Coligny, seigneur d’Andelot. Gemeinsam mit seinen älteren Brüdern Gaspard II. und Odet machte er Tanlay während der französischen Religionskriege zu einem wichtigen Stützpunkt der Hugenotten. Dort trafen sich oft die Anführer der protestantischen Partei, darunter auch Louis I. de Bourbon, prince de Condé, dessen Schloss Noyers nicht weit entfernt stand. Besonders in den Jahren 1567 und 1568, als die Situation für die Coligny-Brüder wegen der zunehmenden Unzufriedenheit des Königs mit der protestantischen Partei immer unsicherer wurde, hielten sich François und Gaspard II. bevorzugt in Tanlay und damit weit entfernt vom Hof auf.

#### 17. Jahrhundert bis heute

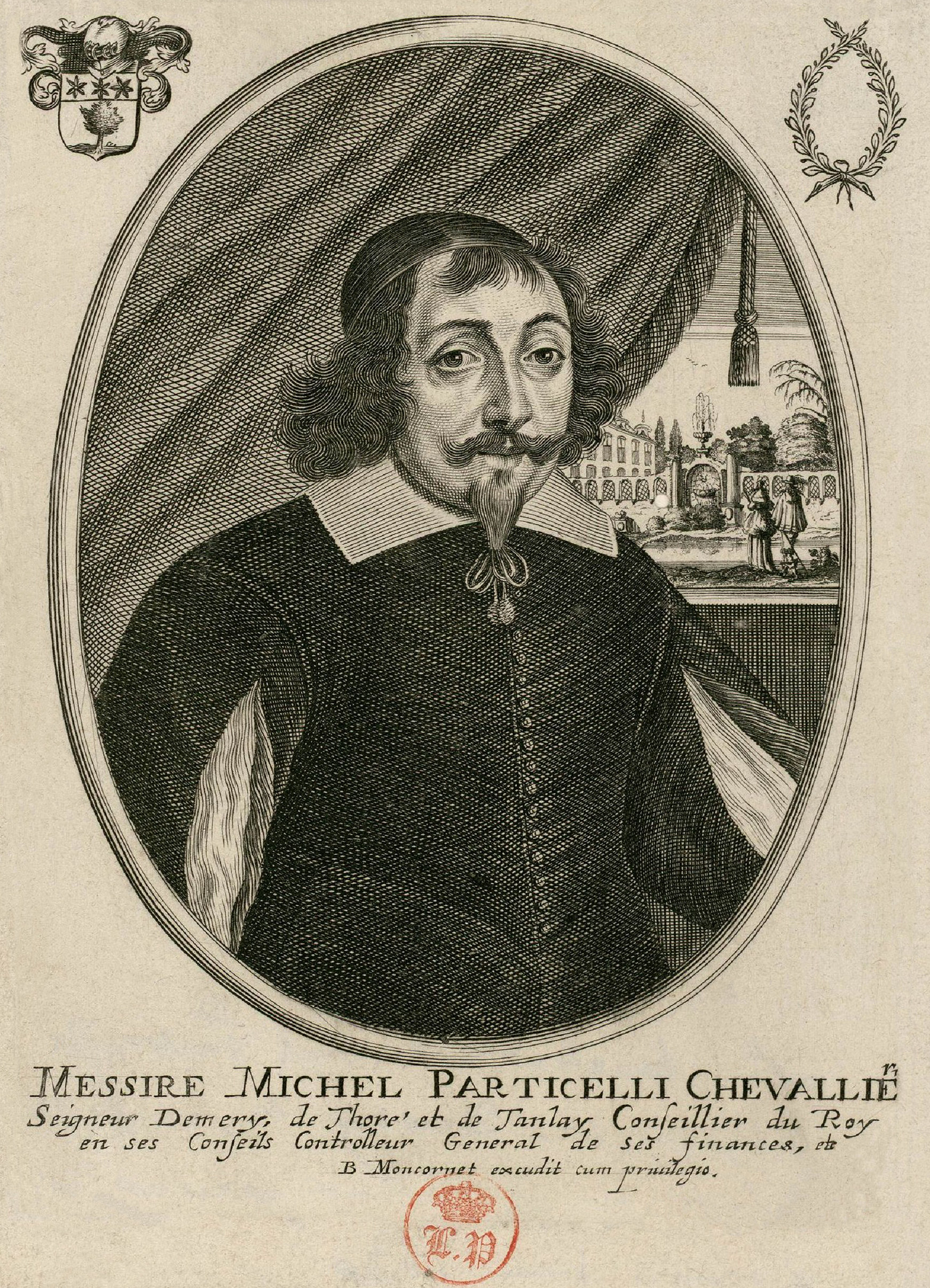
Michel Particelli d’Hémery beauftragte die Vollendung des Schlosses; Stich von Balthasar Moncornet, 17. Jh.

François vererbte Tanlay 1569 seiner Tochter Anne, die seiner zweiten, 1564 geschlossenen Ehe mit Anna von Salm entstammte. Sie brachte die derweil zum Schloss umgebaute Anlage in ihre Ehe mit Jacques Chabot, Marquis von Mirebeau und Graf von Charny ein. Nach dem kinderlosen Tod des älteren Sohnes Charles übernahm Annes Tochter Catherine 1621 das Schloss und brachte es 1635 in ihre zweite Ehe mit Claude Vignier, dem ersten Präsidenten des Parlements von Metz, ein. Das Paar lebte jedoch die meiste Zeit in einem Schloss in der Champagne und kümmerte sich nur wenig um Tanlay. Es ließ vielmehr Säulen und Statuen aus dem Schlosspark entfernen, um sie in ihrer Hauptresidenz  aufzustellen. Die beiden verkauften die Schlossanlage am 13. September 1642 an den Oberintendanten der Finanzen unter Ludwig XIV., Michel Particelli d’Hémery (auch d’Émery geschrieben). Er ließ den immer noch unvollendeten Schlossbau fertigstellen und benannte die Herrschaft mit königlicher Genehmigung vom Februar 1647 in Hémery um. Der neue Name konnte sich aber nicht durchsetzen, denn nach dem Tod Particellis im Jahr 1650 wurde das Territorium wieder als Tanlay bezeichnet. Erbe des Anwesens und eines Bergs von Schulden in Höhe von 600.000 Francs wurde Particellis Sohn aus seiner Ehe mit Marie Le Camus, Michel Particelly, Baron von Thorey. Dieser galt anfangs nur als extravagant und etwas überspannt, doch seine Verrücktheiten und Ausfälle nahmen im Laufe der Zeit immer mehr zu. Der Baron schien allmählich den Verstand zu verlieren, sodass sein Schwager, der Staatssekretär Louis Phélypeaux de La Villière im Oktober 1662 die Verwaltung der Herrschaft Tanlay übernahm. Michel Particelli starb vor dem Dezember 1668 ohne Nachkommen und wurde von seiner Schwester Marie, deren Mann schon einige Jahre die Verwaltungsgeschäfte geführt hatte, beerbt. Ludwig XIV. erhob 1671 die Herrschaft für Louis Phélypeaux zum Marquisat. Über Louis’ Sohn Balthazard, Marquis von Châteauneuf, kam Tanlay im Jahr 1700 an dessen ältesten Sohn Louis. Dieser verkaufte das Anwesen am 28. November 1704 an den königlichen Berater und Gouverneur von Saint-Denis, Jean Thévenin. Dessen Nachfahren sind noch heute Eigentümer des Schlosses. Letzter männlicher Spross der Familie war Jacques Thévenin, der 1957 verstarb. Alleinerbin war seine einzige Tochter Marguerite, die mit Edouard de La Chauvinière verheiratet war. Deren Sohn ist der gegenwärtige Schlossherr.

### Baugeschichte

#### Erster Schlossbau
Als Guillaume I. de Courtenay durch seine Heirat mit Adeline de Noyers Seigneur von Tanlay geworden war, entschied er sich, einen alten Donjon auf einer Anhöhe als Wohnsitz aufzugeben und stattdessen im ersten Viertel des 13. Jahrhunderts eine größere und von Wassergräben umgebene Burg im Tal zu errichten. Diese erste Niederungsburg ließ François de Coligny abtragen und begann mit finanzieller Unterstützung seines Bruders Odet um 1555 mit dem Bau eines Schlosses im Stil der französischen Renaissance unter Verwendung der alten Fundamente und der schon vorhandenen Gräben. Das Material des niedergelegten Vorgängerbaus wurde beim Neubau wiederverwendet. Die Pläne für das Schloss könnten von dem Architekten Bertrand de Cazenove stammen, der auch für das Grabmal von François’ erster Frau Claude de Rieux verantwortlich zeichnete. Ab 1558 begann François mit dem Bau eines monumentalen Torbaus an der Südwestseite des Schlossareals. Auch dessen Architekt ist nicht überliefert, es könnte sich aber um Nicolas Ribonnier gehandelt haben. 1566 wurde mit der Anlage eines Schlossparks begonnen. Die Hugenottenkriege verhinderten einen schnellen Abschluss der gesamten Bauarbeiten. Als François de Coligny 1569 starb, war der Schlossbau noch längst nicht abgeschlossen; fertiggestellt waren lediglich die südliche Partie des Corps de Logis samt einem Treppenturm, der Südflügel des Schlosses sowie die beiden daran anschließenden Rundtürme an der Süd- und Westecke. Der Torbau befand sich zu jener Zeit noch im Rohbau und wurde erst gegen 1610 unter François’ Nachfolger Jacques Chabot fertiggestellt. Sein Innenausbau dauerte wesentlich länger und war beim Tod Chabots im Jahr 1630 noch nicht beendet.

#### Vollendung und Erweiterung
Nachdem Michel Particelli das Schloss Tanlay 1642 erworben hatte, beauftragte er Pierre Le Muet im darauffolgenden Jahr mit der Fertigstellung der Anlage. Bauleiter war der Maurermeister Hugues Postel. Le Muet hielt weitestgehend am ursprünglichen Bauplan fest und vervollständigte das Anwesen durch die Vergrößerung des Corps de Logis und den Bau eines Nordflügels, um dem Kernbau ein symmetrisches Äußeres zu verleihen. Außerdem ließ er in dessen Hauptachse ein Torhaus als Zugang zum Hauptgebäude errichten. Östlich des im 16. Jahrhundert begonnenen Monumental-Torbaus entstand ein dreiflügeliger Wirtschaftshof, der unter anderem einen großen Marstall umfasste. Durch den Ankauf umliegender Ländereien war es Particelli außerdem möglich, einen Garten im französischen Stil anzulegen, in dem ein über 500 Meter langer Kanal ausgehoben wurde. Im Obergeschoss des Schlosses entstand zwischen Februar 1646 und Januar 1648 nach den Plänen Le Muets eine Galerie. In einem der Ecktürme ließ er 1648 eine Kapelle einrichten, indem er in dem runden Turm einen quadratischen Raum schuf.
Die von Particelli beauftragten Arbeiten hatten ein enormes Ausmaß und fanden erst in seinem Todesjahr 1649 ihren Abschluss. Die Baustelle war riesig, denn die zahlreichen Erweiterungsmaßnahmen wurden in nur fünf Jahren vorgenommen. Für die unzähligen Bauarbeiter standen eigens zwei Bader (französisch barbiers chirurgiens) zur Verfügung, die Verletzungen behandelten und Krankheiten kurierten. Particellis Vollendung des Schlosses verschlang die Unsumme von 2.500.000 Livres.

#### Ab dem 18.Jahrhundert

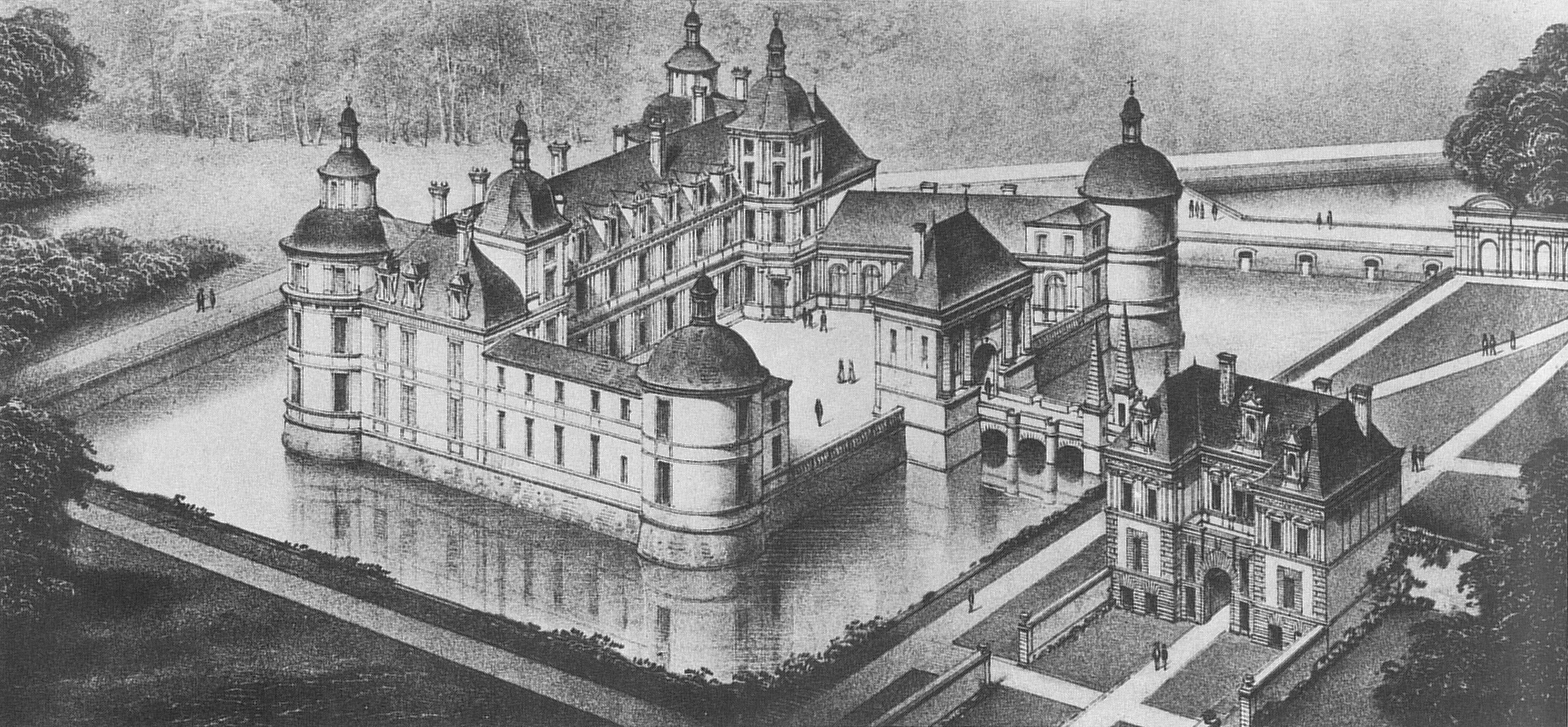
Schloss Tanlay auf einer Zeichnung von Victor Petit, 1855

In der Nacht vom 3. auf den 4. November 1761 wurden der nördliche Teil des Obergeschosses im Corps de Logis sowie der Nordostflügel durch ein Feuer teilweise zerstört. Dabei wurde auch die große Galerie in Mitleidenschaft gezogen. Die Schäden wurden zwar anschließend ausgebessert, die Galerie wurde jedoch nicht in ihrer ursprünglichen Größe wiederhergestellt. Die Reparaturkosten beliefen sich auf rund 85.000 Livres. Wichtigste Neuerung im Schloss war 1781 die Einrichtung eines kleinen Theaters durch den damaligen Schlossherrn Étienne Jean Benoît Thévenin, 4. Marquis von Tanlay.
Während der Französischen Revolution musste Schloss Tanlay nicht das Schicksal vieler anderer Adelssitze teilen und überstand diese Zeit fast vollkommen unbeschadet. Lediglich das Wappenrelief über dem Eingang eines Treppenturms wurde 1793 zerstört, weil solche Darstellungen als Sinnbild des Feudalismus verboten waren.
Nachdem die Galerie im Corps de Logis 1805 restauriert durch den Maler Lebec worden war, erfolgten ab 1862 Instandsetzungsarbeiten an der gesamten Anlage. Dazu gehörte auch eine erneute Restaurierung der Galerie zwischen 1869 und 1874 durch Eugène Labbé und seine Mitarbeiter, die später auch für den Grafen Gaspard Louis Aimé de Clermont-Tonnère im Schloss Ancy-le-Franc aktiv waren.

## Beschreibung

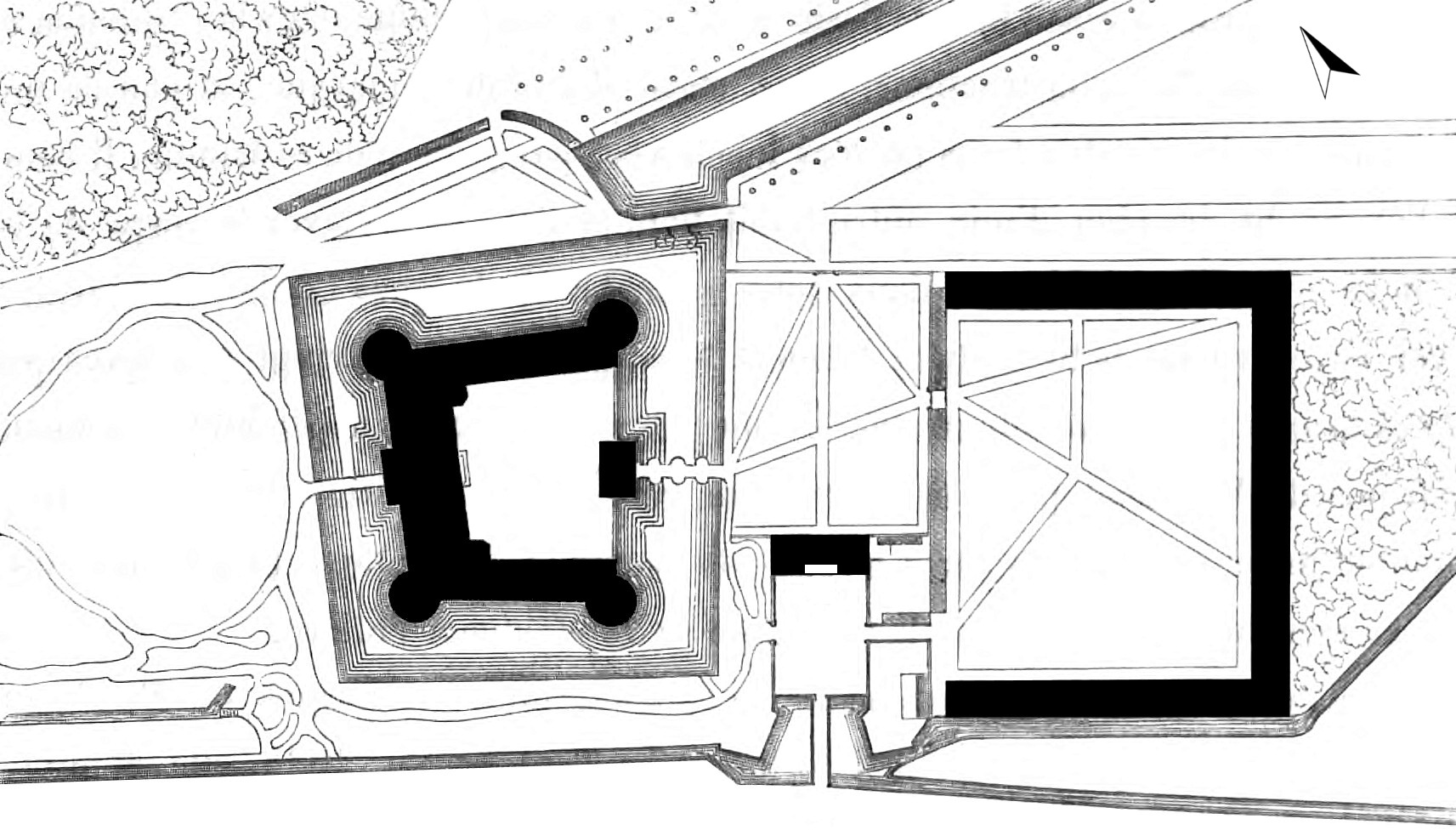
Lageplan der Schlossanlage von Claude Sauvageot

Schloss Tanlay ist eine mehrteilige, von einem Schlosspark umgebene Anlage. Ihr dreiflügeliges Hauptgebäude steht auf einer von Wassergräben umgebenen Insel und ist durch ein kleines Torhaus an der südöstlichen Seite der Insel erreichbar. Der Schlossgraben wird von den beiden Bachläufen Ru de Mélisey und Rau des Froides-Fontaines gespeist, die auch einen großen Kanal im Schlosspark versorgen, und fließt in den Armançon ab. Der Schlossinsel vorgelagert ist der sogenannte Grüne Hof (französisch Cour verte), an dessen südlichem Rand ein großes Torgebäude mit dem Hauptportal des Schlosses steht. Östlich des Grünen Hofs befinden sich – von diesem durch eine Mauer getrennt – die Wirtschaftsgebäude des Schlosses.

### Torbau (Petit Château)

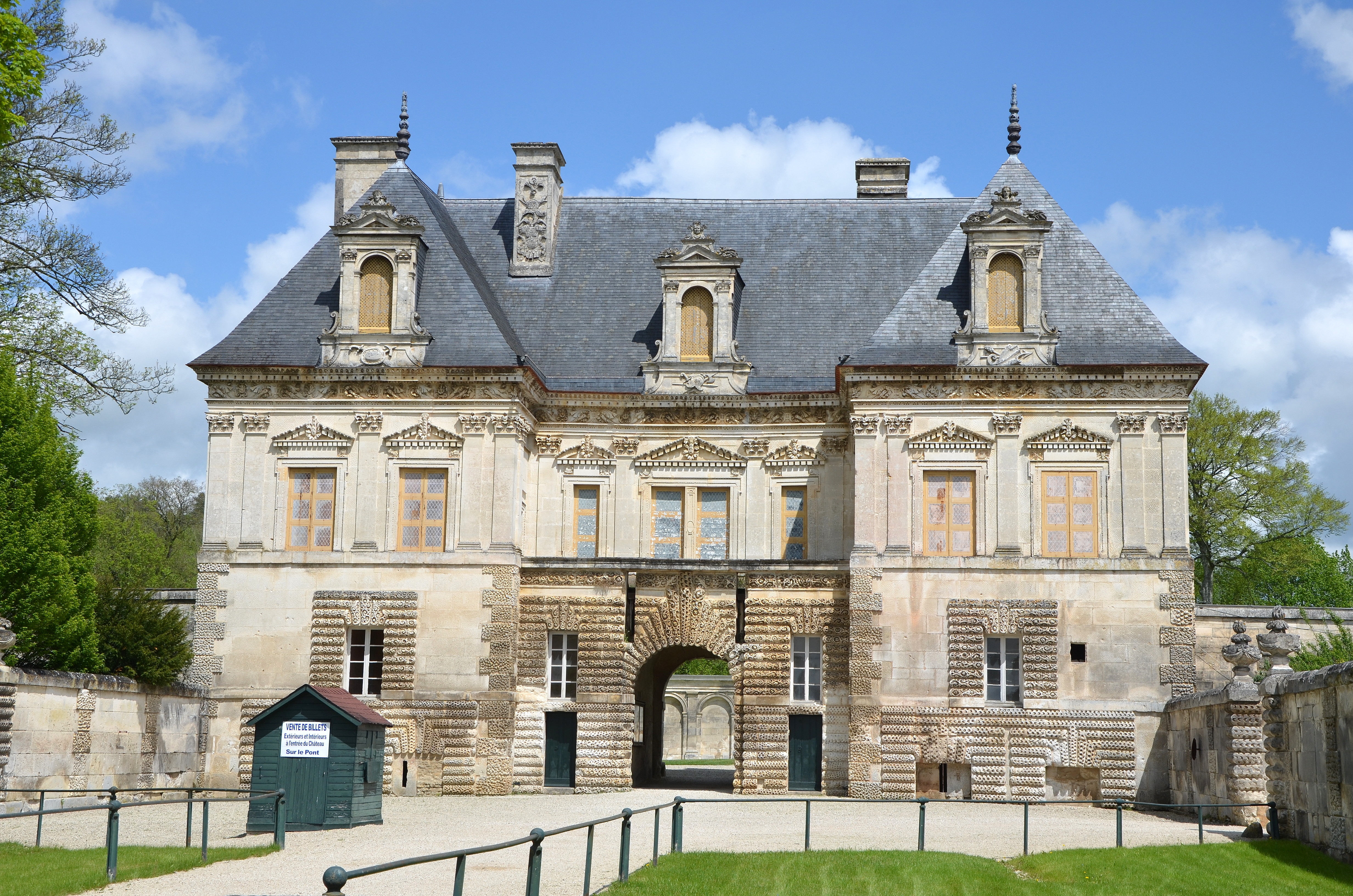
Schaufassade des Petit Château
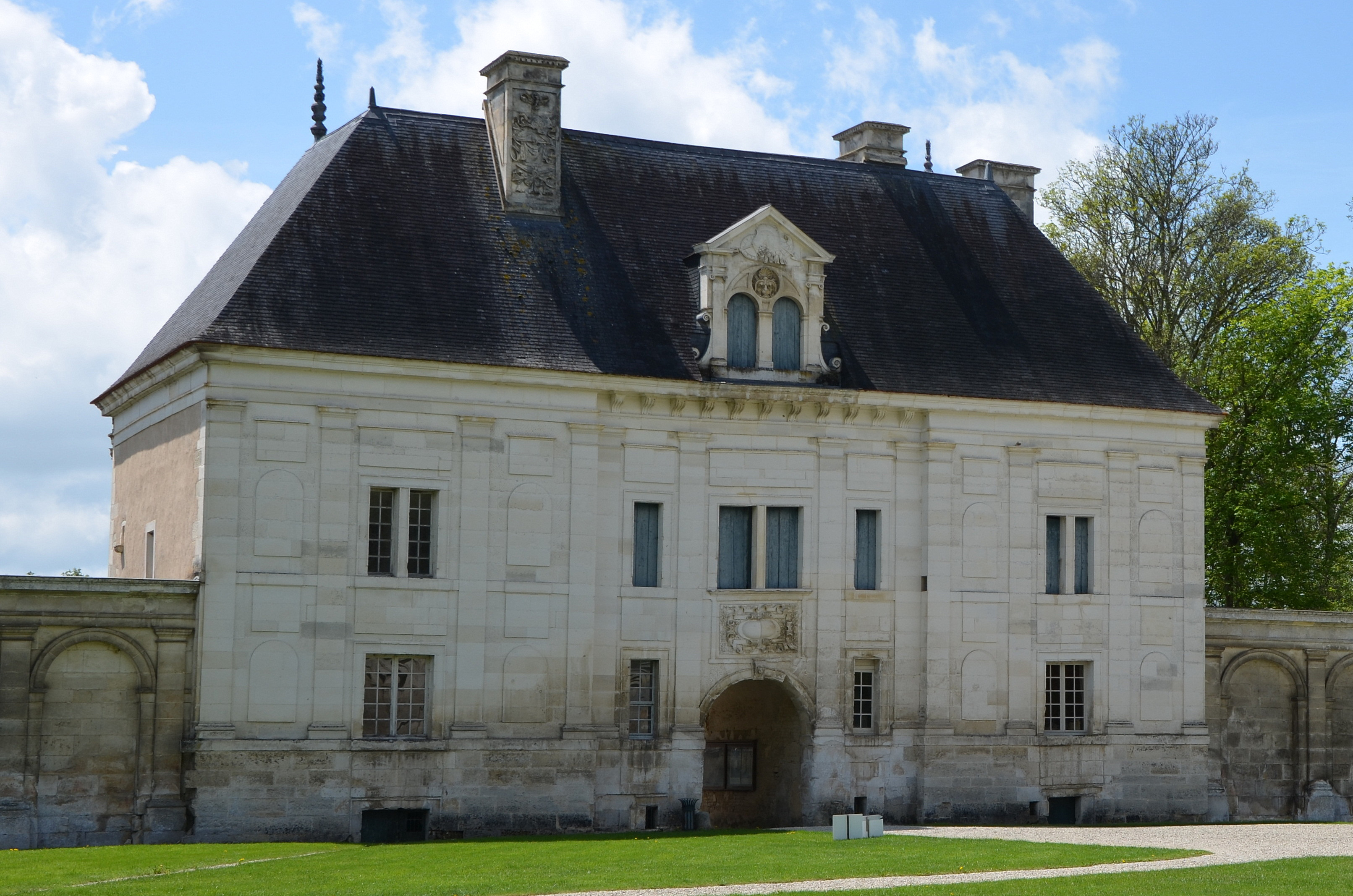
Rückwärtige, schlichte Fassade des Petit Château

Eine rund 1,5 Kilometer lange, schnurgerade Lindenallee führt zu einem Torbau im Stil Louis-treize, der den Haupteingang zum Schlossareal bildet. Der Bau aus Haustein wird Kleines Schloss (französisch Petit Château) oder Le Portal genannt und ist durch einen vorgelagerten Wassergraben gesichert. Darüber führte früher eine Zugbrücke, die heute eine steinerne Bogenbrücke ersetzt. Die beiden Geschosse des Gebäudes erheben sich auf einem 24 × 11 Meter messenden Grundriss und sind von einem schiefergedeckten Dach mit reich verzierten Lukarnen abgeschlossen. Seine zwei kurzen Seitenflügel springen risalitartig aus der Mauerflucht hervor. Der monumentale Torbau besitzt ein Sockelgeschoss aus Rustikamauerwerk, das sich in den Eckquaderungen des Gebäudes und in den Fensterrahmungen des ersten Geschosses wiederholt. Das Obergeschoss wird durch korinthische Doppelpilaster vertikal gegliedert, die Fenster dieser Etage sind alle übergiebelt. Ein ornamentaler Fries verläuft unterhalb der Dachtraufe. Über der mittig gelegenen rundbogigen Tordurchfahrt sind noch die Kettenlöcher einer einstigen Zugbrücke erkennbar.
Im Gegensatz zu der sehr aufwändig gestalteten Schaufassade, die den von Südwesten kommenden Besucher begrüßt, ist die zum Grünen Hof gelegene Nordostfassade des Gebäudes wesentlich schlichter gehalten.

### Grüner Hof und Wirtschaftshof
Hinter dem Torbau liegt nordöstlich der sogenannte Grüne Hof mit einem Ausmaß von 63 × 50 Metern. Seine Rasenfläche wird von mehreren geradlinigen Wegen durchschnitten. Während die zum Hauptgebäude zeigende westliche Seite mauerlos ist, wird er an seinen drei übrigen Seiten von einer hohen mit Blendarkaden verzierten Mauer abgeschlossen. Eine mittig in der südöstlichen Mauerpartie gelegene Tür mit dem Relief eines Pferdekopfes in ihrem rundbogigen Giebel zeigt an, dass es sich dabei um den Zugang zum dahinter liegenden Wirtschaftshof mit Marstall handelt. Eine weitere Tür in der Nordostmauer ist mit einem Blumenrelief geschmückt und führt in den Schlossgarten.
Südöstlich des Grünen Hofs liegt der etwa 88 × 72 Meter messende Wirtschaftshof mit einem niedrigen, dreiflügeligen Gebäude, in dem sich früher unter anderem die Pferdeställe befanden.

### Hauptgebäude (Logis)
Eine dreibogige Brücke aus Stein führt vom Grünen Hof über den durchschnittlich 22 Meter breiten Wassergraben zum Portail neuf  genannten Torhaus aus dem 17. Jahrhundert, das früher als Wohnung des Pförtners diente. Vor der Brücke stehen zwei etwa zehn Meter hohe, gemauerte Obelisken, deren Sockel als Schilderhäuschen dienten. Das Torhaus in Manier französischer Pavillonbauten besitzt eine rhythmische Gliederung aus schweren rustizierten Halbsäulen dorischer Ordnung. Auf beiden Seiten seiner Rundbogendurchfahrt finden sich halbrunde Nischen mit darüberliegenden Steintafeln.
Das eigentliche Schloss, das zwecks Unterscheidung zum Torbau gelegentlich auch als Grand Château bezeichnet wird, ist ein dreiflügeliger Bau mit Schieferdach, dessen Trakte einen etwa 42 × 32 Meter messenden Ehrenhof umrahmen. Dieser war an der Südostseite früher durch eine Mauer mit Blendarkatur und Wehrgang abgeschlossen, sie wurde aber im 18. Jahrhundert wegen Baufälligkeit abgerissen und durch die heutige Balustrade ersetzt. Der Hof besitzt gemeinsam mit den drei Flügeln des Schlosses einen Grundriss in Form eines leicht trapezförmigen Vierecks, an dessen Ecken jeweils ein Rundturm mit Kuppeldach und bekrönender Laterne steht. Die beiden gartenseitigen Ecktürme im Norden und Westen – Colignyturm (französisch Tour Coligny) und Turm der Liga (französisch Tour de la Ligue) genannt – sind dreigeschossig und besitzen eine doppelte Laterne, während der südliche Archivturm (französisch Tour des archives) und der östliche Kapellenturm (französisch Tour de la chapelle) bei einem Durchmesser von zehn Metern nur zwei Geschosse besitzen. Letzterer erhielt den Namen nach der in seinem Inneren eingerichteten Kapelle, was von außen durch ein bekrönendes Kreuz auf der Laterne erkennbar ist.
Die Nordwestseite der Schlossinsel wird komplett durch das zweistöckige Corps de Logis eingenommen, das im Norden und Süden von zwei kurzen Seitenflügeln begrenzt wird. Ihnen schließen sich niedrigere, schmale Trakte an, die im Erdgeschoss zur Hofseite offene Galerien aufweisen. In den beiden Innenecken des Dreiflügelbaus stehen achteckige Treppentürme mit drei Etagen und jeweils einer Wendeltreppe im Inneren. Beide sind von einer polygonalen Haube mit Laterne abgeschlossen. Der südlichere der beiden Türme wird Uhrenturm (französisch Tour d’horloge) genannt und stammt noch von dem durch François de Coligny ausgeführten Schlossneubau aus dem 16. Jahrhundert. Er wurde während der Erweiterungsarbeiten unter Michel Particelli kaum oder gar nicht verändert. Der nördliche Treppenturm kam erst während des 17. Jahrhunderts hinzu. Über den Eingängen beider Türme befinden sich steinerne Wappentafeln. Sie zeigen die Wappen der Familien Coligny und Thévenin. Das Wappen des Uhrenturms ist von der Inschrift PREMIVM VIRTVTIS HONOS begleitet (deutsch Der Preis der Tugend ist die Ehre).
Die hofseitige Fassade des Corps de Logis ist durch Rechteckfenster in sieben Achsen unterteilt. Zwischen ihnen finden sich jeweils Zwillingspilaster. Im Erdgeschoss sind diese toskanischer Ordnung, in der ersten Etage hingegen dorisch. In der Mittelachse findet sich der Haupteingang, über dem in einer Kartusche die Initialen Michel Particelli d’Hémerys (MDPH) prangen. Die klassizistische Gartenfassade des Hauptflügels ist wesentlich schlichter gehalten. Auf Dachhöhe wechseln sich Lukarnen mit Ochsenaugen ab und sind damit eine der wenigen architektonischen Dekorationen.
Im Inneren des Logis ist viel der alten Innenausstattung sowie antikes Mobiliar erhalten. Dazu zählen zum Beispiel kunstvoll verzierte Boiserien und Möbel aus dem 17. und 18. Jahrhundert; darunter ein Sekretär im Louis-quatorze-Stil sowie ein renaissancezeitlicher Kabinettschrank mit dem Wappen der Herren von Tanlay. Auch sind einige aufwändig gestaltete Kamine noch im Original erhalten, zum Beispiel im sogenannten Zimmer des Erzbischofs (französisch Chambre de l’Archevèque) ein mehr als 3,5 Meter hoher Kamin, der mit zwei Karyatiden und figürlichen Reliefs ausgestattet ist, und ein Kamin, den eine Büste des Admirals Coligny dekoriert. Architektonisch verdienen zwei Räume besondere Erwähnung. Bei erstem handelt es sich um das nach Plänen Le Muets geschaffenen Vestibül im Erdgeschoss, das nach acht in Wandnischen stehenden Büsten aus Marmor römischer Kaiser Vestibül der Caesaren (französisch Vestibule des césars) genannt wird. Die Bögen seiner Gewölbedecke ruhen auf vier dorischen Zwillingssäulen, die den Raum in 3×3 Kompartimente unterteilen. Das Vestibül tritt auf der Gartenseite etwas aus der Flucht des Gebäudes hervor und vermittelt so den Eindruck eines kleinen Vorbaus. Darin befindet sich eine vergitterte Tür, deren schmiedeeisernes Gitter in das 16. Jahrhundert datiert und aus der nicht mehr existenten Zisterzienserabtei Quincy ganz in der Nähe von Tanlay stammt. Von dieser Tür führt eine Bogenbrücke über den Wassergaben zum ehemaligen Gartenparterre.

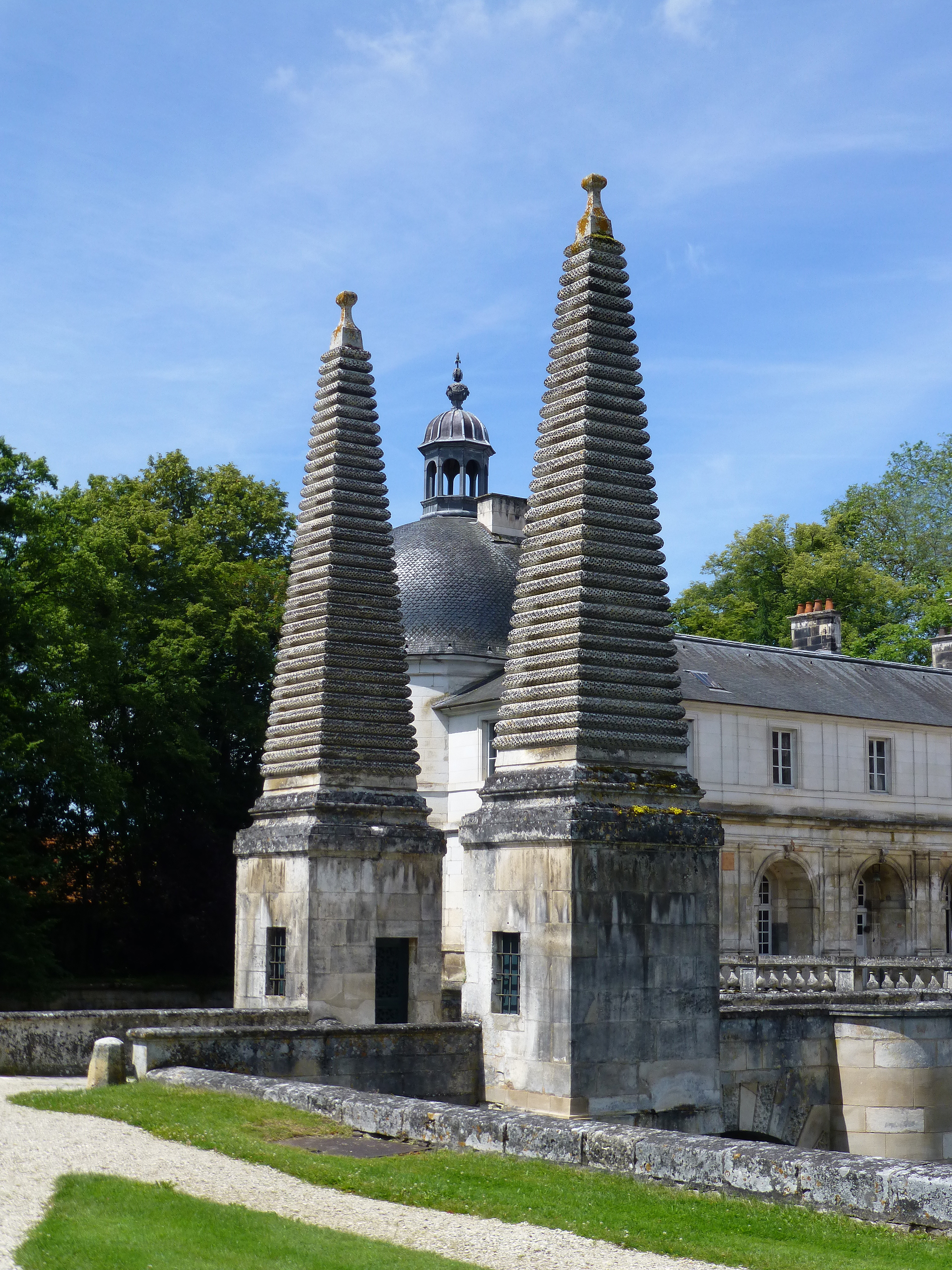
Obelisken vor dem Torhaus
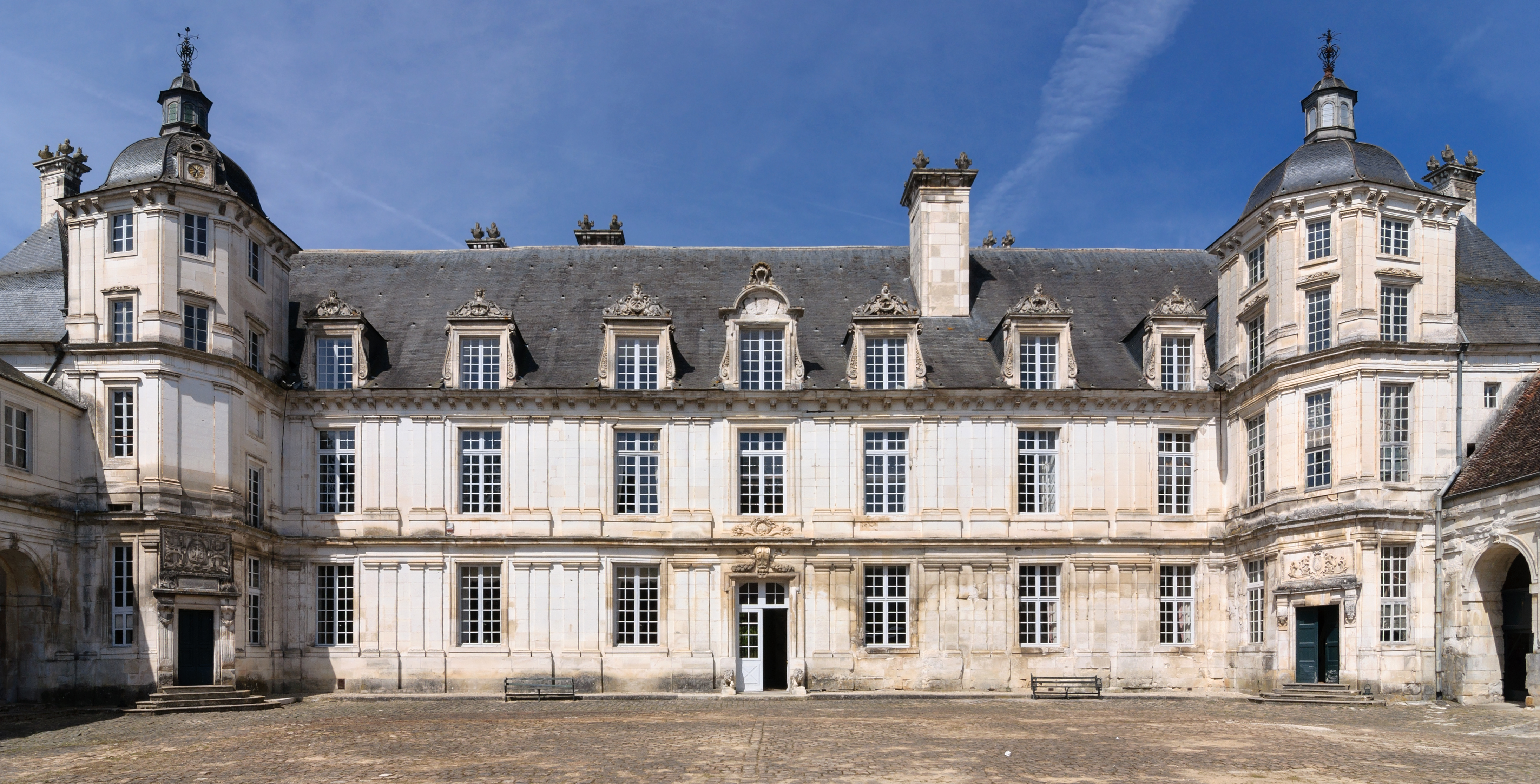
Fassade
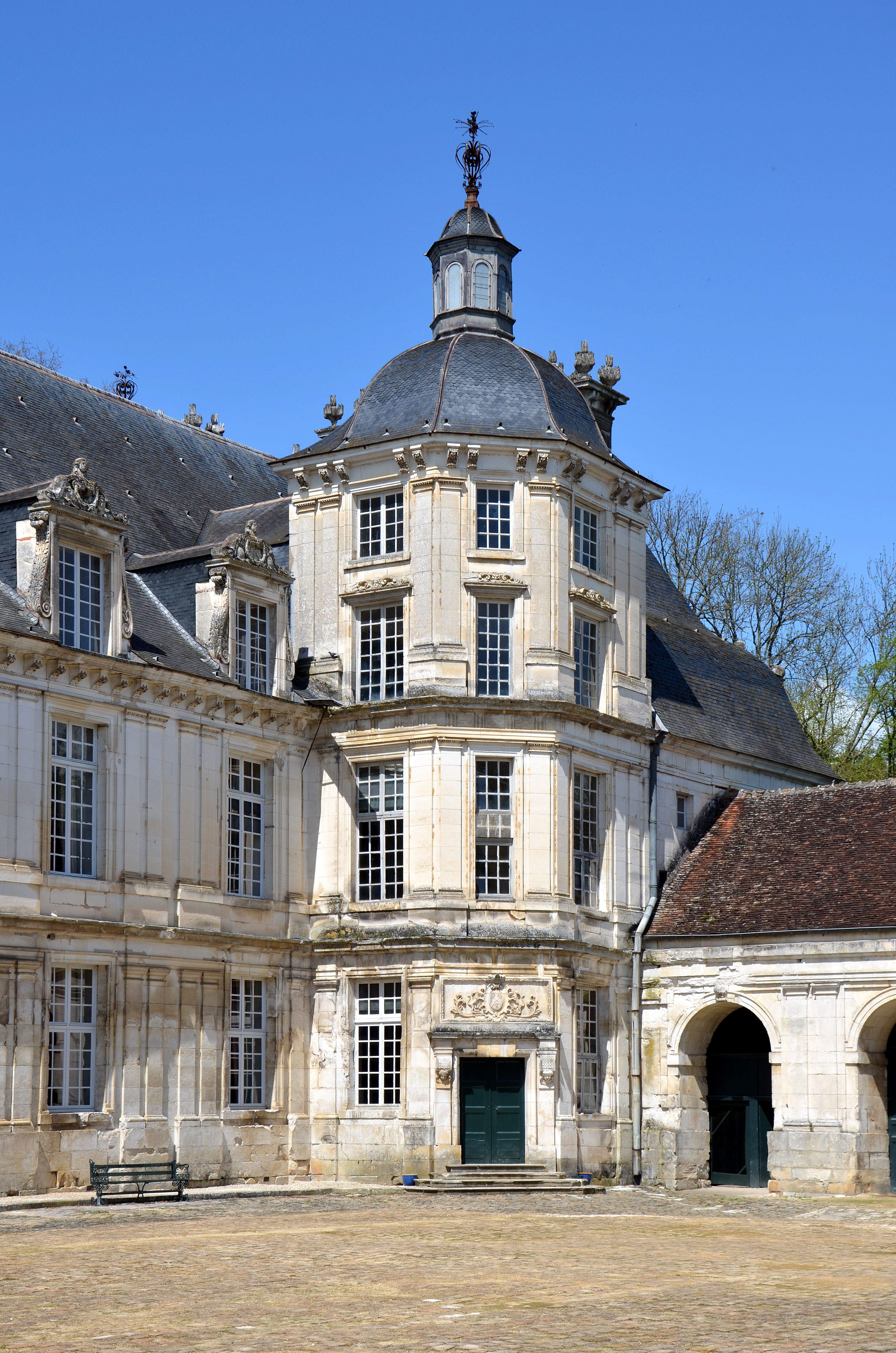
Der nördliche Treppenturm
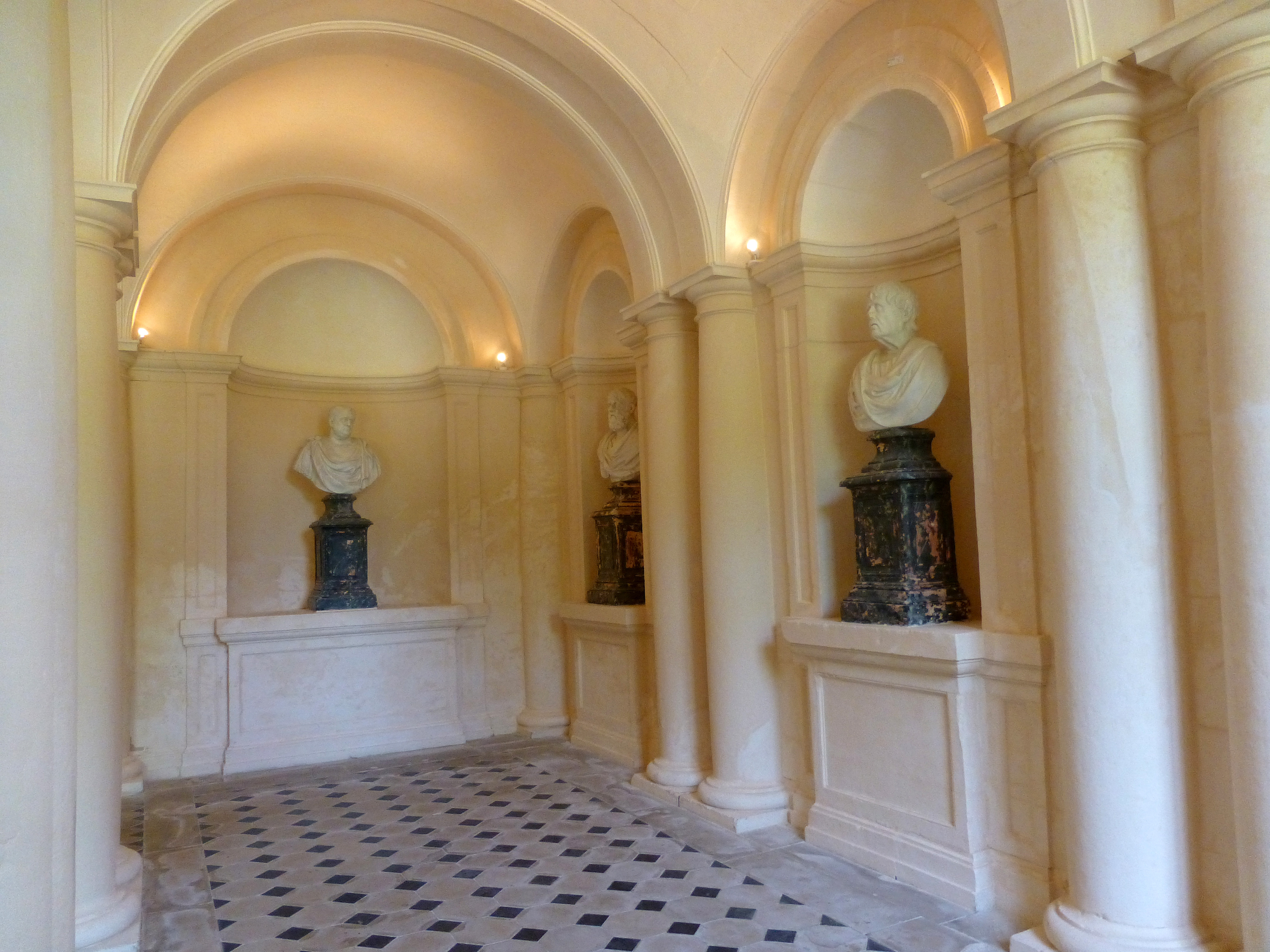
Vestibül mit Kaiserbüsten

Der zweite bemerkenswerte Raum im Schloss ist der als Galerie gestaltete ehemalige Festsaal im Obergeschoss des Corps de Logis. Der 22,5 × 5,5 Meter messende Raum besitzt eine tonnengewölbte Decke und wurde von Rémy Vuibert mit Grisaillemalereien in Trompe-l’œil-Technik bemalt. Seine Wände zeigen abwechselnd von kannelierten Pilastern umrahmte Nischen, in denen Statuen nach antiken Vorbildern abgebildet sind, und vorgetäuschte Trophäen-Reliefs. Deshalb wird der Raum auch Antikengalerie (französisch Galerie des antiques) genannt. Die Decke ist mit einer Malerei verziert, die eine Kassettendecke mit Rosetten und Reliefs imitiert. An einigen Stellen finden sich die Initialen von Étienne Jean Benoît de Thévenin und seines Sohnes Baptiste-Louis, die der Maler Lebec bei einer Restaurierung im Jahr 1805 hinzufügte. Der heutige Zustand des Saals resultiert aus Arbeiten, die der Restaurator Gaston Chauffrey dort 1952 ausführte.
Zwei der Innenräume im 9,4 Meter messenden Turm der Liga besitzen ebenfalls auffällige Malereien. Im Erdgeschoss deuten die maritimen Motive eines Deckengemäldes im pompejianischen Stil darauf hin, dass es sich bei dem Raum um das Arbeitszimmer des Admirals Gaspard II. de Coligny gehandelt haben könnte. Zwischen Grotesken und Trophäensind dort unter anderem Fische, Krabben, Delphine, Molche und Schildkröten zu sehen.
Im zweiten Obergeschoss des Turms findet sich am Kuppelgewölbe eine allegorische Deckenmalerei, die Mitglieder des katholischen Valois-Königshofes unter Katharina von Medici sowie Angehörige der protestantischen Hugenotten-Partei als antike Götter personifiziert. Der Raum wird deshalb Olympkabinett (französisch Cabinet d'Olympe) genannt. Das Werk ist unvollendet, denn ein Teil besteht nur aus auf die Decke aufgebrachten Umrisszeichnungen. Vermutlich hatte der königliche Haftbefehl gegen François de Coligny und die daraufhin erfolgte Flucht seiner Familie nach Noyers den sofortigen Stopp aller Bauarbeiten und damit auch der Innendekoration zur Folge. Der Urheber des Gemäldes konnte bisher nicht identifiziert werden, vielleicht handelt es sich dabei um einen Künstler namens Larme, der 1568 im Corps de Logis tätig war. In der Allegorie sind die wichtigsten Akteure der französischen Religionskriege versammelt. Katholiken werden dabei als Sinnbild von Lastern und Krieg dargestellt, während Hugenotten für Ideale und Tugenden stehen. In der Mitte der beiden Parteien steht Janus, dessen erstes Gesicht grimmig in Richtung der Protestanten schaut, während sein zweites Gesicht den Katholiken zulächelt. Welche Gottheit welchen Zeitgenossen repräsentiert ist noch nicht komplett entschlüsselt. Der Künstler könnte sich dafür  an einem Werk Pierre de Ronsards orientiert haben. In Frage kommt dafür unter anderem seine Hymne IV aus dem Band Les Hymnes seines Gesamtwerks und das Gedicht Le temple de Messeigneurs le Connétable et des Chastillons. Je nachdem welches Werk bei der Interpretation zugrunde gelegt wird, ergeben sich zum Teil unterschiedliche Zuordnungen. Zu sehen sein könnten unter anderem Diana von Poitiers (Diana oder Venus), François de Coligny (Herkules), Gaspard II. de Coligny (Neptun), Katharina von Medici (Juno oder Minerva), Odet de Coligny (Herkules), Henri I. de Lorraine, duc de Guise (Mars), Margarete von Valois (Minerva), Renée de France (Themis), Charles de Lorraine-Guise (Merkur), Anne de Montmorency (Mars), sowie der französische König Karl IX. (Pluto, Janus oder Jupiter). Der Künstler dieser vor 1569 geschaffenen Seccomalerei aus Temperafarben ist der Schule von Fontainebleau zuzurechnen. Sein Deckengemälde ist offensichtlich von Werken Primaticcios und Rosso Fiorentinos inspiriert. Aus Fiorentinos Serie Dieux dans les niches (deutsch Götter in Nischen) dienten ihm zum Beispiel Juno mit Pfau, Merkur und Proserpina als Vorlage für seine Gottheiten.  Aus dem zwischen 1541 und 1543 für das Kabinett Franz’ I. im Schloss Fontainebleau gefertigten Gemälde Les Cyclopes à la Forge de Vulcain von Primaticcio stammen die Vorbilder für die Figuren, die sich mit Hämmern um einen Amboss gruppieren.

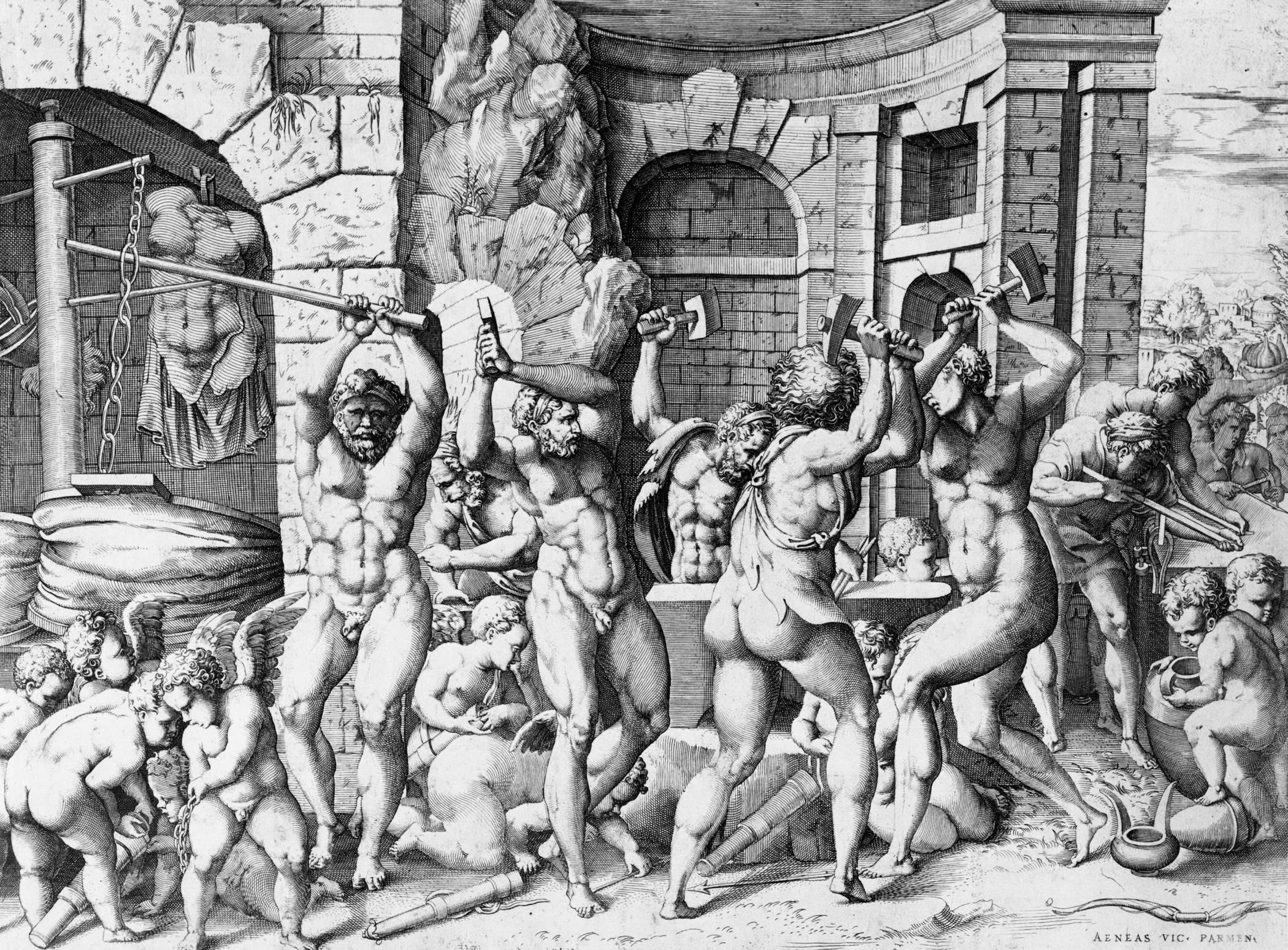
Stich nach Primaticcios Les Cyclopes à la Forge de Vulcain
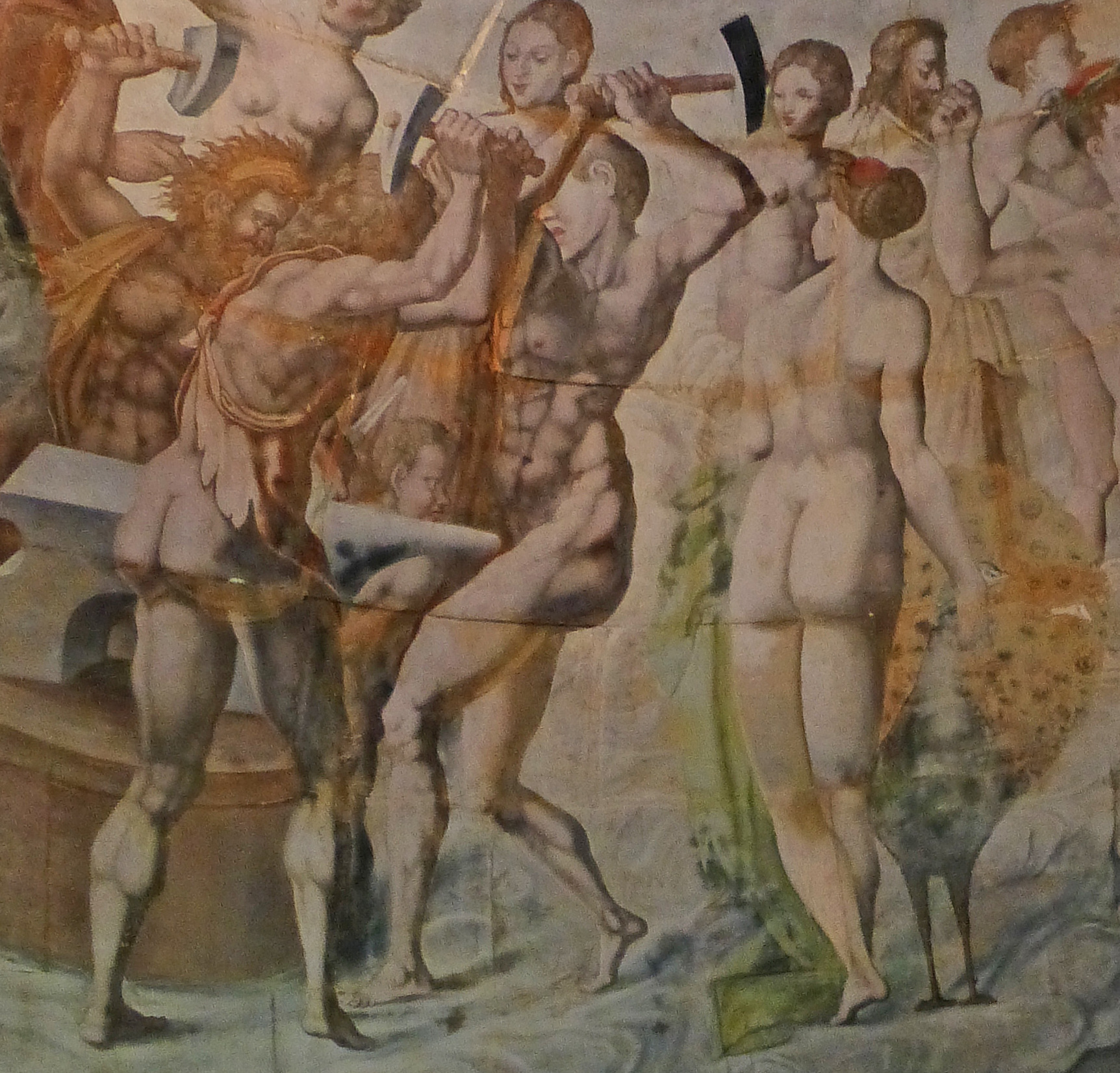
Ausschnitt des Freskos
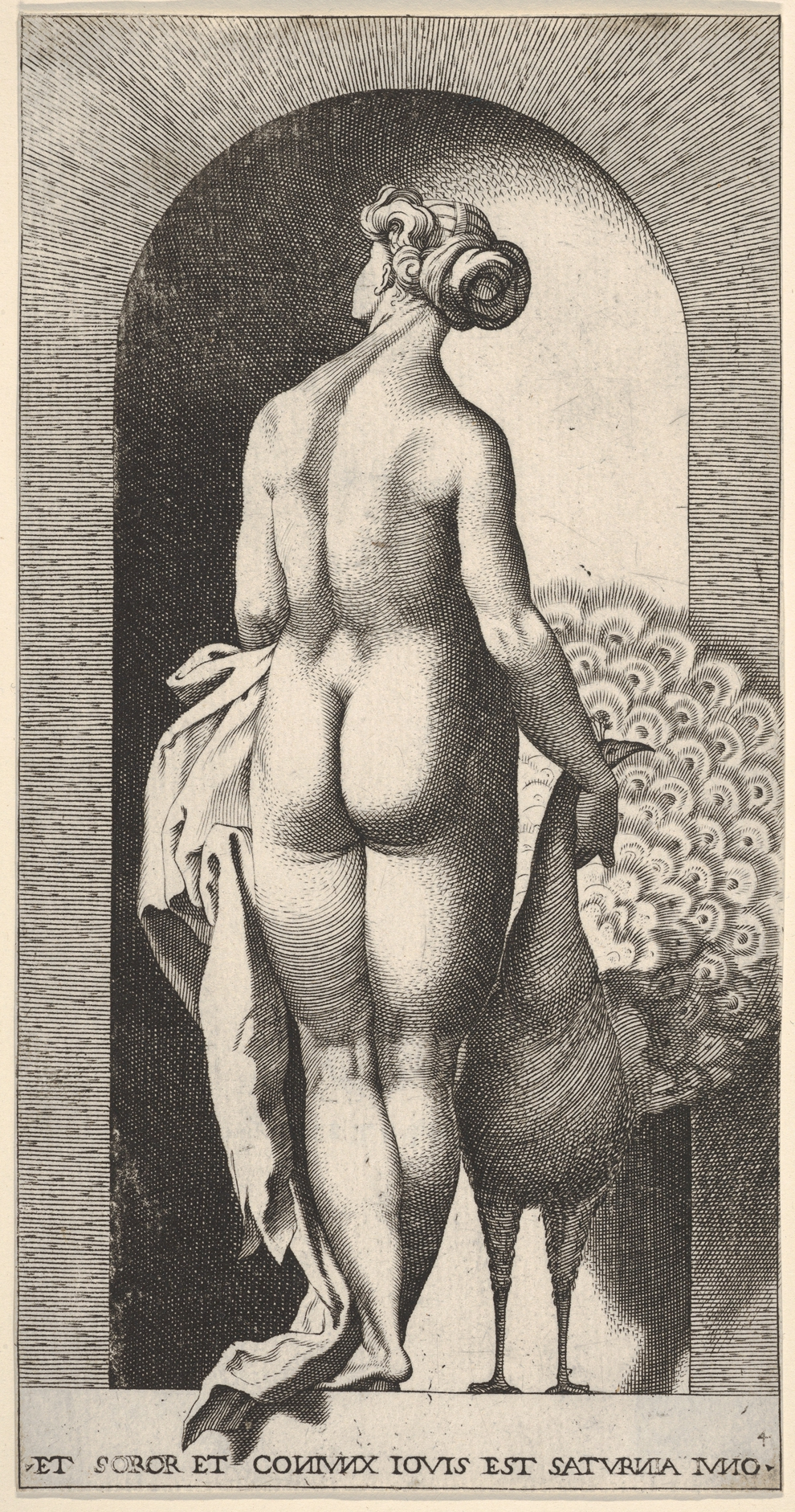
Juno mit Pfau nach Fiorentino

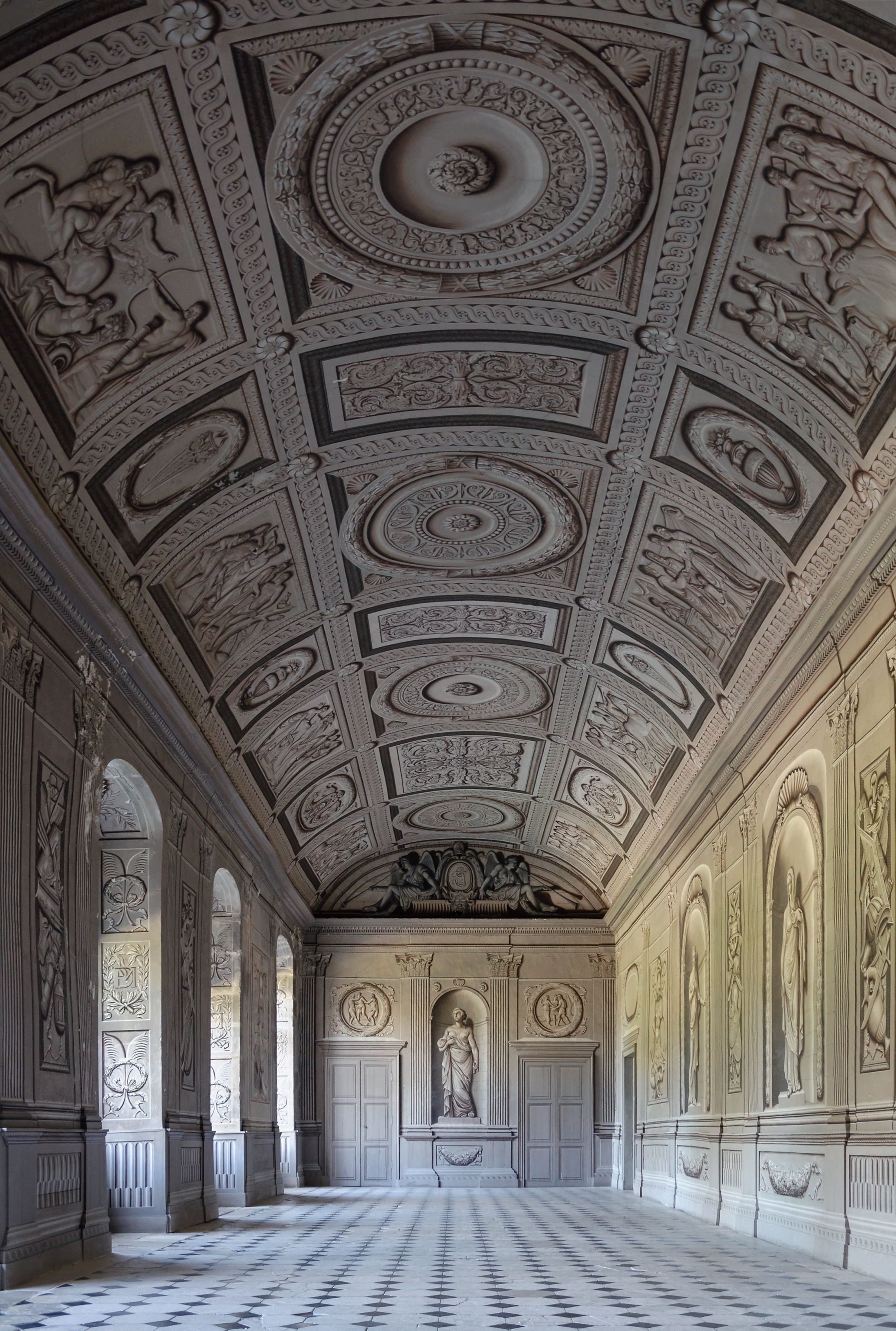
Galerie mit Grisaillemalerei in Trompe-l’œil-Technik
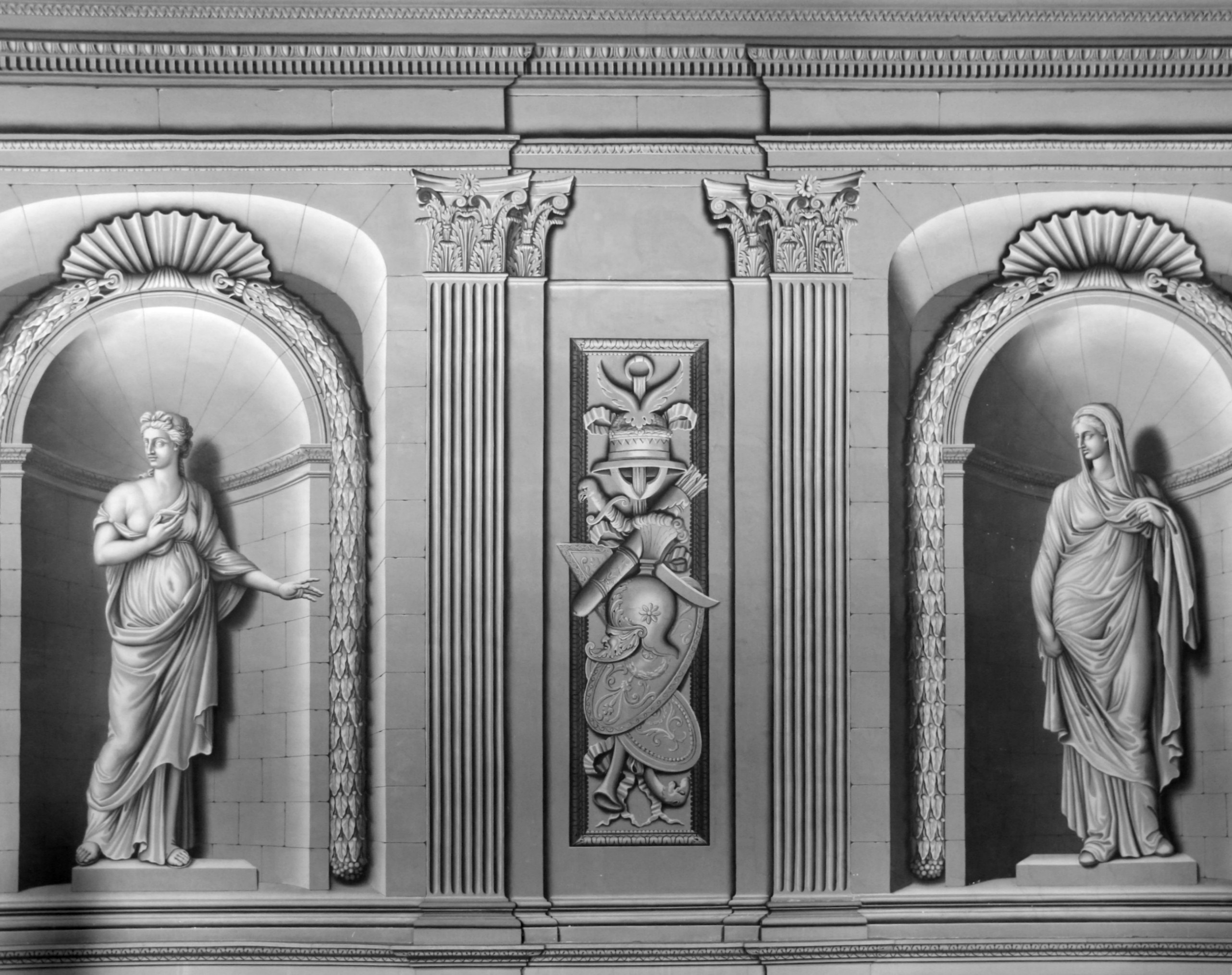
Nischen mit Statuen, dazwischen Pilaster und ein Trophäen-Feld
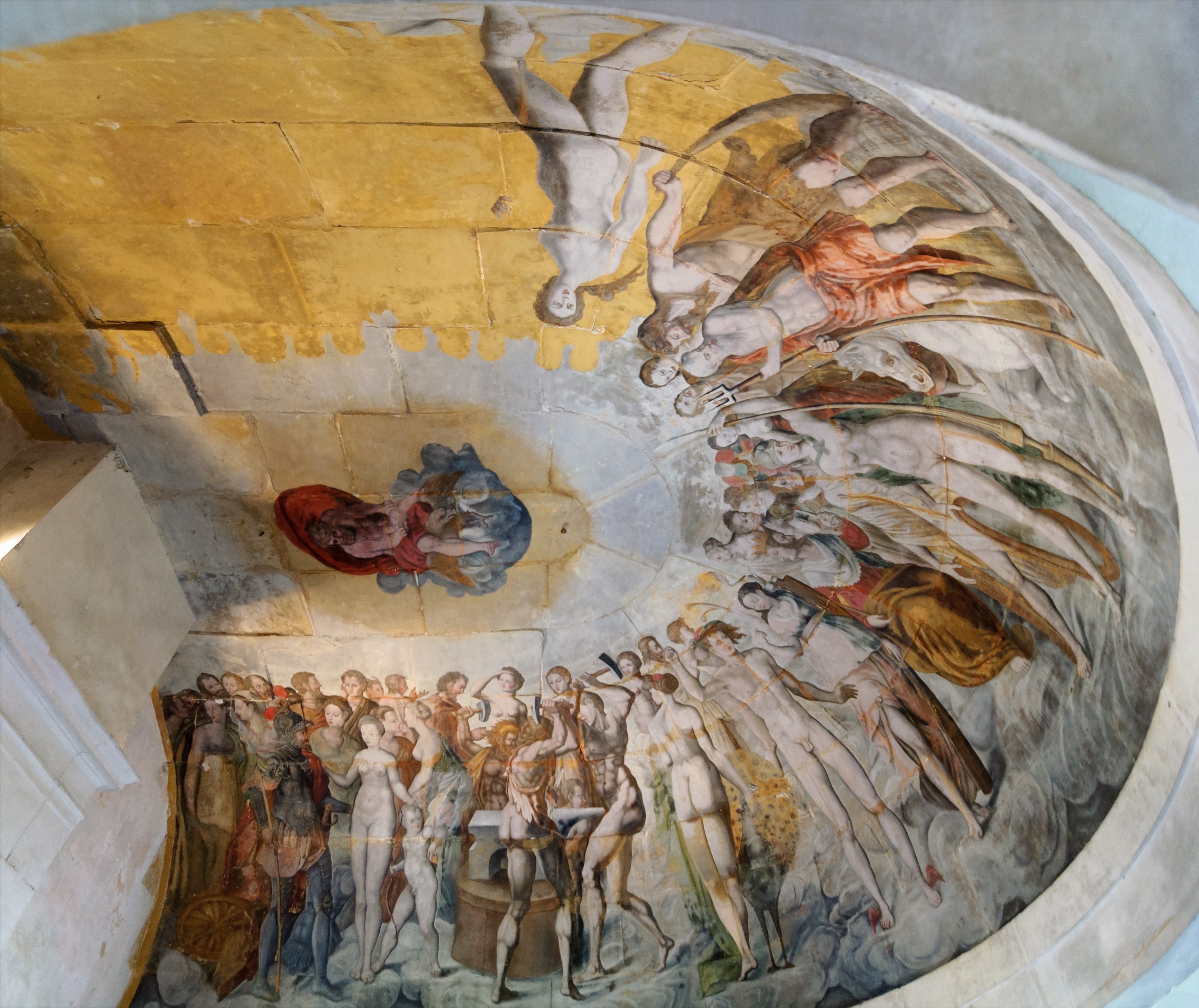
Das Deckengemälde im Turm der Liga

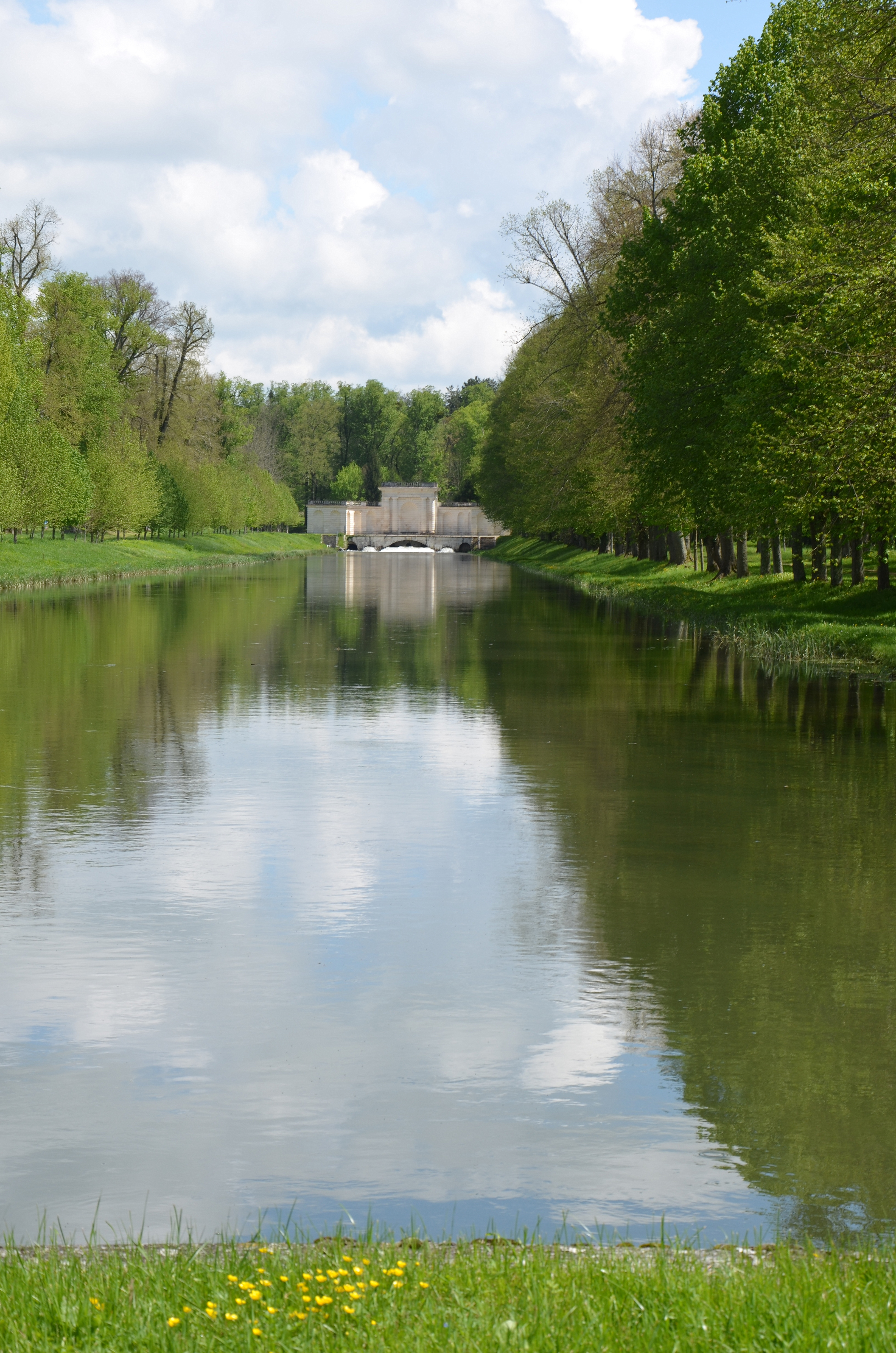
Blick entlang des Kanals im Schlosspark

### Schlosspark
Ein Teil des etwa 58 Hektar großen Schlossparks ist von einer rund 4400 Meter langen Mauer eingefasst. Ein Großteil seiner Fläche wird heute als Golfplatz genutzt. Der Park wurde im französischen Stil angelegt und ist von einem Netz geradliniger Wege durchzogen. Auffälligstes Gestaltungsmerkmal ist der 526 Meter lange und 25 Meter breite Kanal, an dessen östlichem Ende als Point de vue ein kleines klassizistisches Wasserschloss mit dorischen Säulen steht. Gesäumt ist der Kanal von Bäumen, die mehr als 100 Jahre alt sind.

### Hauptliteratur
- Jean-Pierre Babelon: Châteaux de France au siècle de la Renaissance. Flammarion, Paris 1989, ISBN 2-08-012062-X, S. 539–543 (französisch).
- Raymond Colas: Tanlay. In: Françoise Vignier: Dictionnaire des châteaux de France. Bourgogne, Nivernais. Berger-Levrault, Paris 1980, ISBN 2-7013-0363-X, S. 305–306.
- Gérard Denizeau: Larousse des châteaux. Larousse, Paris 2005, ISBN 2-03-505483-4, S. 242–245.
- Claude Frégnac: Merveilles des châteaux de Bourgogne et de Franche-Comté. Hachette, Paris 1969, S. 160–165.
- Louis Hautecœur: Château de Tanlay. In: Société Francaise d’Archéologie (Hrsg.): Congrès Archéologique de France. 1958, Auxerre. Société Francaise d’Archéologie, Paris 1959, S. 244–250 (Digitalisat).
- Eugène Lambert: Recherches historiques sur Tanlay. Band 2. A. Tissier, Joigny 1886 (Digitalisat).
- Albert Larcher: Le château de Tanlay, ses possesseurs successifs, ses constructeurs. In: Bulletin annuel de la Société d’Archéologie et d’Histoire du Tonnerrois (SAHT). Band 31. Société d’Archéologie et d’Histoire du Tonnerrois, Tonnerre 1978, ISSN 1148-795X, S. 27–40.
- Bernhard und Ulrike Laule, Heinfried Wischermann: Kunstdenkmäler in Burgund. Wissenschaftliche Buchgesellschaft, Darmstadt 1991, S. 461–462.
- Claude Mignot: Le château de Tanlay. Une beauté parfaite. L’Esplanade, Paris 2021, ISBN 979-10-95551-06-5.
- Victor Petit: Guide pittoresque dans le département de l’Yonne. In: Annuaire historique du département de l’Yonne. Millon, Auxerre 1855, S. 438–443 (Digitalisat).
- Cathrin Rummel (Red.): Frankreichs schönste Schlösser und Burgen. 109 herrschaftliche Residenzen. Travel House Media, München 2012, ISBN 978-3-8342-8944-5, S. 150–153.
- Claude Sauvageot:  Palais, châteaux, hôtels et maisons de France du XVe au XVIIIe siècle. Band 1. Morel, Paris 1867, S. 37–54 (Digitalisat).
- Marguerite de Tanlay: Le château de Tanlay. 3. Auflage. Hautes-Vosges Imprimérie, Saint-Dié 1982.

### Weiterführende Literatur
- Marguerite G. Christol: La fresque du Château de Tanlay. In: Bulletin de la Société de l’Histoire du Protestantisme Français. Jg. 102, Nr. 4, 1956, ISSN 0037-9050, S. 231–236 (Digitalisat bei JSTOR (kostenpflichtig)).
- Magali Bélime Droguet: Au château de Tanlay. Un exceptionnel ensemble de décors peints. In: L’Estampille. L’objet d’art. Nr. 369, Mai 2002, ISSN 0998-8041, S. 62–71.
- Judith Kagan: La galerie des antiques du château de Tanlay. In: Monumental. 2. März 1993, ISSN 1168-4534.
- Albert Larcher: Essai sur les peintures décoratives des châteaux de Tanlay, de Maulnes et d’Ancy-le-Franc. In: Bulletin annuel de la Société d’Archéologie et d’Histoire du Tonnerrois (SAHT). Band 23. Société d’Archéologie et d’Histoire du Tonnerrois, Tonnerre 1970, ISSN 1148-795X, S. 79–87.
- Charles Oulmont: La fresque de la tour de la Ligue au Château de Tanlay. In: La Revue de l’art ancien et moderne. Band 64, 1933, S. 183–184 (Digitalisat).
- Frédéric Edouard Schneegans: À propos d’une note sur une fresque mythologique du XVIe siècle. In: Humanisme et Renaissance. Band 2, Nr. 4, 1935, ISSN 0151-1807, S. 441–444 (Digitalisat bei JSTOR (kostenpflichtig)).
- Les incroyables fresques de Tanlay. In: Connaissance des arts. Nr. 55, 1956, ISSN 0293-9274, S. 74–79.